# Europejskie Igrzyska Halowe w Lekkoatletyce 1967 – bieg na 3000 m mężczyzn
Bieg na 3000 metrów mężczyzn – jedna z konkurencji biegowych rozgrywanych podczas lekkoatletycznych europejskich igrzysk halowych w hali Sportovní hala w Pradze. Rozegrano od razu bieg finałowy 12 marca 1967. Zwyciężył reprezentant RFN Werner Girke. Tytułu z poprzednich igrzysk nie bronił Niemiec Harald Norpoth.

## Rezultaty

### Finał
Opracowano na podstawie materiału źródłowego.
| Miejsce | Zawodnik              | Czas   |
| ------- | --------------------- | ------ |
| 1       | Werner Girke          | 7:58,6 |
| 2       | Raszyd Szarafietdinow | 7:59,0 |
| 3       | Lajos Mecser          | 8:00,6 |
| 4       | Märt Vilt             | 8:02,2 |
| 5       | Ian McCafferty        | 8:10,0 |
| 6       | José María Morera     | 8:10,6 |
| 7       | Ivan Pavličević       | 8:11,6 |
| 8       | Karel Szotkowski      | 8:20,4 |